# Amsat

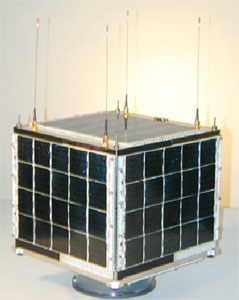
AMSAT-ECHO Radiosatélite

AMSAT o AMateur SATélite - Satélite Aficionado es una asociación de Estados Unidos dedicada a la construcción y lanzamiento al espacio de satélites de radioaficionados. Esta organización es heredera de la organización OSCAR. Actualmente muchos países cuentan con sus propias organizaciones AMSAT. Para distinguir la organización de Estados Unidos, en ocasiones se refiere a ella como AMSAT NA (North America).
La finalidad de todas estas asociaciones es poner en órbita terrestre satélites para su uso público por parte de radioaficionados y radioescuchas y el divulgar información sobre este tipo de satélites.
Actualmente se encuentran más de 50 satélites del tipo OSCAR
(Orbiting Satellite Carrying Amateur Radio)<>(Satélite Orbitante Portando Radio Amateur)
Pero, ya que son aficionados, más de la mitad ha fallado, perdido, o se encuentra fuera de uso. Las razones son varias, desde falla total del sistema de comunicación o agotamiento completo de las baterías.
Algunas de las principales organizaciones AMSAT del mundo son: AMSAT NA (Estados Unidos), AMSAT UK (Reino Unido), AMSAT DL (Alemania) y AMSAT EA (España).

## Amsat España
El 1 de octubre de 2022 Amsat España colocó en órbita sus satélites GÉNESIS-G y GÉNESIS-J, por medio del cohete Firefly Alpha To The Black, lanzado de la base Vanderberg de la Fuerza Espacial de los EE. UU. en California.